# 고토게 코요하루
고토게 코요하루(일본어: 吾峠 呼世晴 고토게 고요하루[*], 1989년 5월 5일 ~ )는 일본의 만화가로, 귀멸의 칼날을 연재한 인물로 유명하다. 본인의 캐릭터가 악어인 탓에, 팬들 사이에선 악어작가라고 불리기도 한다.

## 요약
24살 때 후쿠오카현에서 사냥이 과하면 사냥당한다이라는 만화로 첫 데뷔하여 2013년 4월 JUMP 보물 신인 만화상 가작을 수상했다. 이후 2014년 곤주 시로 형제라는 만화를 소년점프 NEXT!에 게재하며 공식 데뷔하였다.
그의 데뷔작이었던 사냥이 과하면 사냥당한다를 기반으로 하여 귀멸의 칼날을 2016년부터 2020년까지 연재하였으며 귀멸의 칼날이 2019년 애니메이션으로 방영되면서 큰 화제를 모았다.

## 같이 보기
- 귀멸의 칼날
- 극장판 귀멸의 칼날: 무한열차편
- 귀멸의 칼날: 유곽 편
- 귀멸의 칼날: 남매의 연
- 귀멸의 칼날: 나타구모산 편
- 귀멸의 칼날: 주합회의·나비저택 편